# Jimmy Giuffre
James "Jimmy" Peter Giuffre, född 26 april 1921 i Dallas, Texas, död 24 april 2008 i Pittsfield, Massachusetts, var en amerikansk jazzkompositör, arrangör, saxofonist och klarinettist.
Giuffre arrangerade och skrev musik bland annat för Woody Hermans Big Band. En av hans mest kända jazzkompositioner är "Four Brothers" från 1947, vilken blev en av jazzens standardlåtar. Från mitten av 1950-talet ledde han också en rad egna trios, under namnet Jimmy Giuffre 3.